# Timothy O'Sullivan
Timothy O'Sullivan (New York, 1840 – New York, 14 gennaio 1882) è stato un fotografo statunitense.
È diventato uno dei fotografi tra i più importanti del XIX secolo grazie alle sue immagini che ritraggono i paesaggi americani, ma soprattutto per i suoi crudi reportage sulla guerra di secessione americana.

## Carriera

### Le foto della guerra di secessione

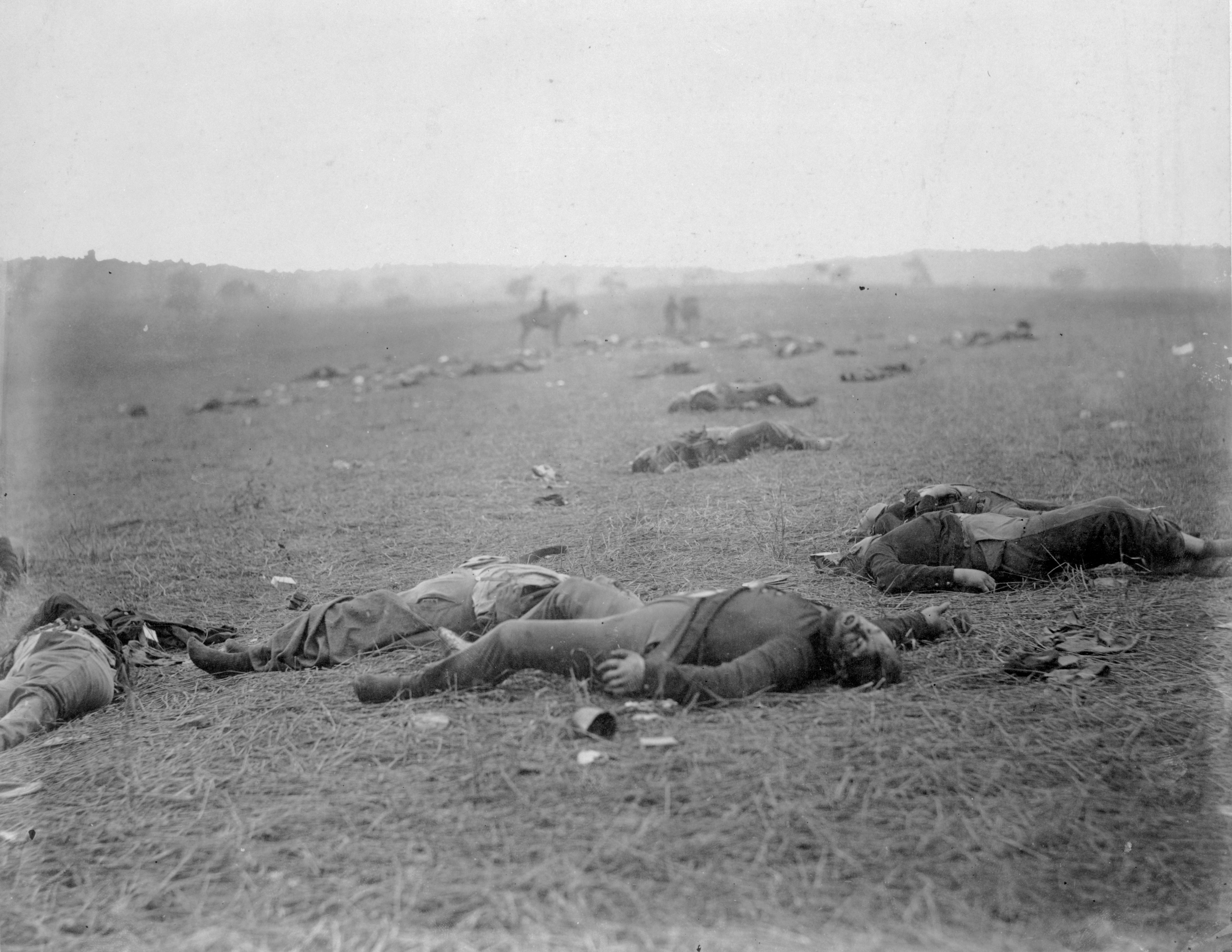
Una delle fotografie dai campi di battaglia della guerra di secessione americana

Figlio di immigrati irlandesi, apprese la tecnica fotografica lavorando negli studi newyorkesi di Mathew Brady, dove conobbe Alexander Gardner. Insieme a quest'ultimo tra il 1861 e il 1865, si recò sui campi di battaglia per documentare la guerra di secessione: tutto riportato nelle 44 delle 100 fotografie pubblicate nel 1866 nel famoso Gardner’s Photographic Sketch Book of the War.
La sua capacità è stata quella di sfruttare al meglio le limitate possibilità dei mezzi fotografici allora a disposizione, infatti se da una parte risultavano inadatti a registrare le azioni concitate degli scontri, dall'altra si rivelarono efficaci nella rappresentazione dei loro esiti: le sue immagini dei corpi senza vita dei soldati rimasti sul terreno dopo le battaglie gli guadagnarono riconoscimenti e fama.
Per il suo lavoro, O'Sullivan è ricordato come uno dei pionieri della fotografia di guerra.

### Altri documenti fotografici
Negli anni seguenti, partecipò come fotografo a numerose spedizioni governative: 
- nel 1870 lavorò nella zona dell'istmo di Darién, documentando la costruzione del canale di Panama
- scattò foto nelle quali documentò le miniere di Comstock Lode in Nevada, divenute famose, perché ottenute sfruttando l'illuminazione artificiale al magnesio, una tecnica allora rivoluzionaria
- documentò le diverse realtà naturalistiche e geologiche degli Stati Uniti, infatti le sue suggestive foto di canyon, laghi e montagne furono tra le prime a rivelare la ricchezza scenografica del paesaggio americano.
- nel 1872 fu sostituito da William Bell nella spedizione di George Wheeler alla scoperta delle terre oltre il centesimo meridiano.